# Список глав Грузии

Штандарт президента Грузии

Список глав Грузии включает лиц, возглавлявших Грузию независимо от наименования должности, включая глав независимой Грузинской Демократической Республики, ССР Грузия в составе союзной республики СССР, союзной республики и вновь независимого государства.
В настоящее время государство возглавляет Президент Грузии (груз. საქართველოს პრეზიდენტი). Согласно внесённым в октябре 2017 года изменениям в Конституцию, начиная с выборов в декабре 2024 года, президент избирается открытым голосованием Коллегией выборщиков на 5 лет с правом однократного переизбрания. Если в первом туре голосования ни один кандидат не получил необходимые для избрания голоса более двух третей депутатов, проводится повторное голосование по двум набравшим наибольшее число голосов кандидатам, в котором для избрания достаточно простого большинства полученных голосов. В случае его временной нетрудоспособности обязанности президента исполняет председатель Парламента Грузии.
Использованная в первом столбце таблиц нумерация является условной; также условным является использование в первом столбце цветовой заливки, служащей для упрощения восприятия принадлежности лиц к различным политическим силам без необходимости обращения к столбцу, отражающему партийную принадлежность. Наряду с партийной принадлежностью, в столбце «Партия» также отражён беспартийный статус персоналий. В столбце «Выборы» отражены состоявшиеся выборные процедуры или иные основания получения полномочий. Для удобства список разделён на принятые в историографии периоды истории страны. Приведённые в преамбулах к каждому из разделов описания этих периодов призваны пояснить особенности её политической жизни.

## Грузинская Демократическая Республика (1918—1921)
15 (28) ноября 1917 года на совещании представителей политических сил региона был создан Закавказский комиссариат — временное коалиционное правительство в Закавказье, являвшееся на тот момент высшим органом власти в регионе. 10 (23) февраля 1918 года из депутатов, избранных во Всероссийское Учредительное собрание от Закавказья, комиссариат созвал парламент — Закавказский сейм. 13 (26) марта сейм упразднил комиссариат и сформировал Закавказское правительство, 9 (22) апреля провозгласил Закавказье независимой Закавказской Демократической Федеративной Республикой (ЗДФР). В ходе Батумской мирной конференции, проходившей 11—26 мая 1918 года, возникли разногласия между делегациями закавказской стороны: меньшевики и дашнаки ориентировались на Германию, мусаватисты — на Турцию. Грузинский и армянский Национальные советы высказывались за создание отдельных государств. 26 мая Закавказский сейм, признав факт распада федерации, объявил о самороспуске. В тот же день грузинский Нацсовет принял Акт о независимости (груз. დამოუკიდებლობის აქტი), тем самым провозгласив независимость Грузинской Демократической Республики (груз. საქართველოს დემოკრატიული რესპუბლიკა, ГДР) от ЗДФР, и образовал коалиционное правительство во главе с Ноем Рамишвили, которое, в свою очередь, обратилось к Германии за поддержкой: в конце мая — начале июня германские войска вступили на территорию Грузии.
Войска Германии, вплоть до её поражения в Первой мировой войне, находились в Грузии; в декабре страну оккупировали британские войска, остававшиеся в ней до июля 1920 года. В феврале 1919 года роль парламента перешла от Национального совета (объявившего себя таковым в октябре 1918 года) к Учредительному собранию с доминирующей Социал-демократической партией. 12 марта собрание ратифицировало Акт о независимости. Сложившаяся к 1920 году внутренняя и внешняя политическая обстановка обострилась, что побудило правительство подписать 7 мая договор с РСФСР, по которому Грузия обязывалась разорвать связи с российскими контрреволюционными силами, вывести из страны иностранные войска, легализовать большевистские организации. Однако 11 февраля 1921 года в восточной Грузии началось большевистское восстание. 16 февраля был создан Революционный комитет Грузии (Ревком), руководители которого обратились к РСФСР за военной поддержкой. 21 февраля Учредительное собрание приняло Конституцию Грузии на сессии в Тифлисе (ныне Тбилиси). 25 февраля части Красной Армии и отряды Ревкома заняли Тифлис, где большевиками была провозглашена Социалистическая Советская Республика Грузия. К марту советская власть была установлена в Южной Осетии и Абхазии. 17 марта было заключено перемирие, 18 марта — соглашение, позволявшее Красной Армии занять Батуми, освобождённый от турок войсками ГДР. В тот же день правительство Грузии эмигрировало за границу.
Курсивом и серым цветом выделены даты начала и окончания полномочий лиц, временно замещавших Николая Чхеидзе, после его отъезда с дипломатической миссией (5 января 1919 — 21 января 1921).
|          | Портрет        | Имя (годы жизни)                                                                       | Полномочия           | Полномочия                                                               | Партия                                               | Наименование должности | Пр.           |
| Начало   | Портрет        | Имя (годы жизни)                                                                       | Окончание            |                                                                          | Партия                                               | Наименование должности | Пр.           |
| -------- | -------------- | -------------------------------------------------------------------------------------- | -------------------- | ------------------------------------------------------------------------ | ---------------------------------------------------- | --- | ------------- |
| 1        |                | Ной Николаевич Жордания (1868—1953) груз. ნოე ნიკოლოზის ძე ჟორდანია                    | 26 мая 1918          | 29 мая 1918                                                              | Российская социал-демократическая рабочая партия     | Председатель Исполнительного комитета Национального совета Грузии груз. საქართველოს ეროვნული საბჭოს აღმასრულებელი კომიტეტის თავმჯდომარე | [ 13 ] [ 14 ] |
| 2 (I—II) |                | Николай Семёнович Чхеидзе (1864—1926) груз. ნიკოლოზ სიმონის ძე ჩხეიძე                  | 29 мая 1918          | 8 октября 1918                                                           | Социал-демократическая партия Грузии                 | Председатель Национального совета Грузии груз. საქართველოს ეროვნული საბჭოს თავმჯდომარე                                                  | [ 15 ] [ 16 ] |
| 2 (I—II) | 8 октября 1918 | Николай Семёнович Чхеидзе (1864—1926) груз. ნიკოლოზ სიმონის ძე ჩხეიძე                  | 12 марта 1919        | Председатель Парламента Грузии груз. საქართველოს პარლამენტის თავმჯდომარე | Социал-демократическая партия Грузии                 | | [ 15 ] [ 16 ] |
| и. о.    |                | Иосиф Александрович Бараташвили (1874—1937) груз. იოსებ ალექსანდრეს ძე ბარათაშვილი     | 5 января 1919        | 12 марта 1919                                                            | Революционная партия социалистов-федералистов Грузии | Заместитель Председателя Парламента Грузии груз. საქართველოს პარლამენტის თავმჯდომარის ამხანაგი                                          | [ 17 ] [ 18 ] |
| и. о.    |                | Эквтиме Семёнович Такаишвили (1862—1953) груз. ექვთიმე სიმონის ძე თაყაიშვილი           | 5 января 1919        | 12 марта 1919                                                            | Национально-демократическая партия Грузии            | Заместитель Председателя Парламента Грузии груз. საქართველოს პარლამენტის თავმჯდომარის ამხანაგი                                          | [ 19 ] [ 20 ] |
| и. о.    |                | Силибистро Виссарионович Джибладзе (1859—1922) груз. სილიბისტრო ბესარიონის ძე ჯიბლაძე  | 12 марта 1919 (часы) | 12 марта 1919 (часы)                                                     | Социал-демократическая партия Грузии                 | Председатель Учредительного собрания Грузии груз. საქართველოს დამფუძნებელი კრების თავმჯდომარე                                           | [ 21 ] [ 22 ] |
| 2 (III)  |                | Николай Семёнович Чхеидзе (1864—1926) груз. ნიკოლოზ სიმონის ძე ჩხეიძე                  | 12 марта 1919        | 17 марта 1921                                                            | Социал-демократическая партия Грузии                 | Председатель Учредительного собрания Грузии груз. საქართველოს დამფუძნებელი კრების თავმჯდომარე                                           | [ 15 ] [ 16 ] |
| и. о.    |                | Александр Спиридонович Ломтатидзе (1882—1924) груз. ალექსანდრე სპირიდონის ძე ლომთათიძე | 12 марта 1919        | 21 января 1921                                                           | Социал-демократическая партия Грузии                 | Старший заместитель Председателя Учредительного собрания Грузии груз. საქართველოს დამფუძნებელი კრების თავმჯდომარის უფროსი ამხანაგი      | [ 23 ] [ 24 ] |
| и. о.    |                | Симон Гургенович Мдивани (1876—1937) груз. სიმონ გურგენის ძე მდივანი                   | 18 марта 1919        | 21 января 1921                                                           | Революционная партия социалистов-федералистов Грузии | Заместитель Председателя Учредительного собрания Грузии груз. საქართველოს დამფუძნებელი კრების თავმჯდომარის ამხანაგი                     | [ 25 ] [ 26 ] |
| и. о.    |                | Эквтиме Семёнович Такаишвили (1862—1953) груз. ექვთიმე სიმონის ძე თაყაიშვილი           | 18 марта 1919        | 21 января 1921                                                           | Национально-демократическая партия Грузии            | Заместитель Председателя Учредительного собрания Грузии груз. საქართველოს დამფუძნებელი კრების თავმჯდომარის ამხანაგი                     | [ 19 ] [ 20 ] |

## ССР Грузия (1921—1936) в составе ЗСФСР
После начавшегося 11 февраля 1921 года большевистского восстания в восточной Грузии 16 февраля был создан Революционный комитет Грузии, отряды которого 25 февраля вместе с Красной Армией заняли столицу ГДР Тифлис, где в тот же день большевиками была провозглашена Социалистическая Советская Республика Грузия (груз. საქართველოს სოციალისტური საბჭოთა რესპუბლიკა). 16 марта между правительствами Турции и РСФСР был заключён Московский договор, по которому Турция отказывалась от Батуми и северных районов Аджарии, признавая последнюю автономной частью Грузии. На I Всегрузинском съезде Советов, проходившем 25 февраля — 4 марта 1922 года, была принята Конституция ССР Грузия и избран Центральный исполнительный комитет Советов, который сформировал Совет народных комиссаров — правительство Грузии. 12 марта Грузия подписала с советскими Арменией и Азербайджаном договор о создании Федеративного Союза Социалистических Советских Республик Закавказья, который 13 декабря был преобразован в Закавказскую Социалистическую Федеративную Советскую Республику (ЗСФСР). 30 декабря Грузия в составе ЗСФСР вошла в СССР.
В августе—сентябре 1924 года в западной Грузии произошло антисоветское вооружённое восстание, возглавляемое Комитетом по вопросам независимости Грузии направленное на восстановление независимой Грузинской Демократической Республики..
В 1931 году статус ССР Абхазия, входившей в ЗСФСР через договорные отношения с Грузией, был понижен до автономной республики в составе Грузии. 5 декабря 1936 года на чрезвычайном VIII Всесоюзном съезде Советов была принята новая Конституция СССР, в которой были отражены упразднение ЗСФСР, новое название Грузии (Грузинская Советская Социалистическая Республика) и её вхождение в состав СССР на правах союзной республики.
Курсивом и серым цветом выделены даты начала и окончания полномочий Ивана Орахелашвили, временно замещавшего Филиппа Махарадзе.
|            | Портрет        | Имя (годы жизни)                                                               | Полномочия      | Полномочия     | Партия                                       | Наименование должности | Пр.           |
| Начало     | Портрет        | Имя (годы жизни)                                                               | Окончание       |                | Партия                                       | Наименование должности | Пр.           |
| ---------- | -------------- | ------------------------------------------------------------------------------ | --------------- | -------------- | -------------------------------------------- | --- | ------------- |
| и. о.      |                | Мамия Дмитриевич Орахелашвили (1881—1937) груз. ივანე დიმიტრის ძე ორახელაშვილი | 25 февраля 1921 | 6 марта 1921   | Коммунистическая партия (большевиков) Грузии | Заместитель Председателя Революционного комитета Социалистической Советской Республики Грузия груз. საქართველოს სოციალისტური საბჭოთა რესპუბლიკის რევოლიუციონური კომიტეტის თავმჯდომარის ამხანაგი | [ 37 ] [ 38 ] |
| 3 (I)      |                | Филипп Иесеевич Махарадзе (1868—1941) груз. ფილიპე იესეს ძე მახარაძე           | 25 февраля 1921 | 7 июля 1921    | Коммунистическая партия (большевиков) Грузии | Председатель Революционного комитета Социалистической Советской Республики Грузия груз. საქართველოს სოციალისტური საბჭოთა რესპუბლიკის რევოლიუციონური კომიტეტის თავმჯდომარე                       | [ 39 ] [ 40 ] |
| 4          |                | Буду Гургенович Мдивани (1877—1937) груз. პოლიკარპე Գուրգենի ძე მდივანი        | 7 июля 1921     | 7 марта 1922   | Коммунистическая партия (большевиков) Грузии | Председатель Революционного комитета Социалистической Советской Республики Грузия груз. საქართველოს სოციალისტური საბჭოთა რესპუბლიკის რევოლიუციონური კომიტეტის თავმჯდომარე                       | [ 41 ] [ 42 ] |
| 3 (II)     |                | Филипп Иесеевич Махарадзе (1868—1941) груз. ფილიპე იესეს ძე მახარაძე           | 7 марта 1922    | октябрь 1922   | Коммунистическая партия (большевиков) Грузии | Председатель Всегрузинского Центрального исполнительного комитета Советов груз. სრულიად საქართველოს საბჭოთა ცენტრალური აღმასრულებელი კომიტეტის თავმჯდომარე                                      | [ 39 ] [ 40 ] |
| 5          |                | Иван Фёдорович Стуруа (1970—1931) груз. ივანე თევდორეს ძე სტურუა               | октябрь 1922    | 22 января 1923 | Коммунистическая партия (большевиков) Грузии | Председатель Всегрузинского Центрального исполнительного комитета Советов груз. სრულიად საქართველოს საბჭოთა ცენტრალური აღმასრულებელი კომიტეტის თავმჯდომარე                                      | [ 43 ] [ 44 ] |
| 6 (I—V)    |                | Михаил Григорьевич Цхакая (1865—1950) груз. მიხეილ გრიგოლის ძე ცხაკაია         | 22 января 1923  | 4 января 1924  | Коммунистическая партия (большевиков) Грузии | Председатель Всегрузинского Центрального исполнительного комитета Советов груз. სრულიად საქართველოს საბჭოთა ცენტრალური აღმასრულებელი კომიტეტის თავმჯდომარე                                      | [ 45 ] [ 46 ] |
| 6 (I—V)    | 4 января 1924  | Михаил Григорьевич Цхакая (1865—1950) груз. მიხეილ გრიგოლის ძე ცხაკაია         | 13 апреля 1925  |                | Коммунистическая партия (большевиков) Грузии | Председатель Всегрузинского Центрального исполнительного комитета Советов груз. სრულიად საქართველოს საბჭოთა ცენტრალური აღმასრულებელი კომიტეტის თავმჯდომარე                                      | [ 45 ] [ 46 ] |
| 6 (I—V)    | 13 апреля 1925 | Михаил Григорьевич Цхакая (1865—1950) груз. მიხეილ გრიგოლის ძე ცხაკაია         | 4 апреля 1927   |                | Коммунистическая партия (большевиков) Грузии | Председатель Всегрузинского Центрального исполнительного комитета Советов груз. სრულიად საქართველოს საბჭოთა ცენტრალური აღმასრულებელი კომიტეტის თავმჯდომარე                                      | [ 45 ] [ 46 ] |
| 6 (I—V)    | 4 апреля 1927  | Михаил Григорьевич Цхакая (1865—1950) груз. მიხეილ გრიგოლის ძე ცხაკაია         | 15 апреля 1929  |                | Коммунистическая партия (большевиков) Грузии | Председатель Всегрузинского Центрального исполнительного комитета Советов груз. სრულიად საქართველოს საბჭოთა ცენტრალური აღმასრულებელი კომიტეტის თავმჯდომარე                                      | [ 45 ] [ 46 ] |
| 6 (I—V)    | 15 апреля 1929 | Михаил Григорьевич Цхакая (1865—1950) груз. მიხეილ გრიგოლის ძე ცხაკაია         | 20 февраля 1931 |                | Коммунистическая партия (большевиков) Грузии | Председатель Всегрузинского Центрального исполнительного комитета Советов груз. სრულიად საქართველოს საბჭოთა ცენტრალური აღმასრულებელი კომიტეტის თავმჯდომარე                                      | [ 45 ] [ 46 ] |
| 3 (III—IV) |                | Филипп Иесеевич Махарадзе (1868—1941) груз. ფილიპე იესეს ძე მახარაძე           | 20 февраля 1931 | 14 января 1935 | Коммунистическая партия (большевиков) Грузии | Председатель Всегрузинского Центрального исполнительного комитета Советов груз. სრულიად საქართველოს საბჭოთა ცენტრალური აღმასრულებელი კომიტეტის თავმჯდომარე                                      | [ 39 ] [ 40 ] |
| 3 (III—IV) | 14 января 1935 | Филипп Иесеевич Махарадзе (1868—1941) груз. ფილიპე იესეს ძე მახარაძე           | 5 декабря 1936  |                | Коммунистическая партия (большевиков) Грузии | Председатель Всегрузинского Центрального исполнительного комитета Советов груз. სრულიად საქართველოს საბჭოთა ცენტრალური აღმასრულებელი კომიტეტის თავმჯდომარე                                      | [ 39 ] [ 40 ] |

## Грузинская ССР (1936—1991) в составе СССР
5 декабря 1936 года на чрезвычайном VIII Всесоюзном съезде Советов была принята новая Конституция СССР, в которой, кроме прочего, было отражено новое название Грузии, как союзной республики СССР, — Грузинская Советская Социалистическая Республика (груз. საქართველოს საბჭოთა სოციალისტური რესპუბლიკა). В феврале 1937 года на Всегрузинском съезде Советов была принята новая грузинская конституция, согласно которой высшим органом законодательной власти в Грузии стал Верховный Совет, избираемый на 4 года. В 1980-х годах в условиях либерализации и ослабления советской системы массовую поддержку в республике получил грузинский национализм, сформировались политические партии, выступавшие за выход Грузии из состава СССР.
В октябре 1990 года на выборах в Верховный Совет победила коалиция «Круглый стол — Свободная Грузия». 14 ноября Верховный Совет объявил о переходном периоде в республике, изменил посредством поправок в конституцию название страны на «Республику Грузия». В марте 1991 года вместо референдума о сохранении СССР был проведён референдум о восстановлении независимости Грузии. 9 апреля на основании результатов референдума (99 % проголосовавших поддержали независимость) чрезвычайная сессия Верховного совета Республики Грузия приняла «Акт о восстановлении государственной независимости», отвергнутый автономиями, что стало предпосылкой к развитию грузино-абхазского и грузино-южноосетинского конфликтов.
|            | Портрет        | Имя (годы жизни)                                                                         | Полномочия            | Полномочия | Партия                                       | Наименование должности | Пр.           |
| Начало     | Портрет        | Имя (годы жизни)                                                                         | Окончание             | | Партия                                       | Наименование должности | Пр.           |
| ---------- | -------------- | ---------------------------------------------------------------------------------------- | --------------------- | --- | -------------------------------------------- | --- | ------------- |
| 3 (IV—V)   |                | Филипп Иесеевич Махарадзе (1868—1941) груз. ფილიპე იესეს ძე მახარაძე                     | 5 декабря 1936        | 8 июля 1938 | Коммунистическая партия (большевиков) Грузии | Председатель Центрального исполнительного комитета Грузинской Советской Социалистической Республики груз. საქართველოს საბჭოთა სოციალისტური რესპუბლიკის ცენტრალური აღმასრულებელი კომიტეტის თავმჯდომარე                                  | [ 39 ] [ 40 ] |
| 3 (IV—V)   | 10 июля 1938   | Филипп Иесеевич Махарадзе (1868—1941) груз. ფილიპე იესეს ძე მახარაძე                     | 10 декабря 1941       | Председатель Президиума Верховного Совета Грузинской Советской Социалистической Республики груз. საქართველოს საბჭოთა სოციალისტური რესპუბლიკის უმაღლესი საბჭოს პრეზიდიუმის თავმჯდომარე                                                                                        | Коммунистическая партия (большевиков) Грузии | | [ 39 ] [ 40 ] |
| и. о.      |                | Дауд Алиевич Давитадзе (1901—1990) груз. დაუდ ალის ძე დავითაძე                           | 10 декабря 1941       | 3 января 1942 | Коммунистическая партия (большевиков) Грузии | Заместитель Председателя Президиума Верховного Совета Грузинской Советской Социалистической Республики груз. საქართველოს საბჭოთა სოციალისტური რესპუბლიკის უმაღლესი საბჭოს პრეზიდიუმის თავმჯდომარის მოადგილე                            | [ 49 ] [ 50 ] |
| и. о.      |                | Михаил Константинович Делба (1905—1992) груз. მიხეილ კონსტანტინეს ძე დელბა               | 10 декабря 1941       | 3 января 1942 | Коммунистическая партия (большевиков) Грузии | Заместитель Председателя Президиума Верховного Совета Грузинской Советской Социалистической Республики груз. საქართველოს საბჭოთა სოციალისტური რესპუბლიკის უმაღლესი საბჭოს პრეზიდიუმის თავმჯდომარის მოადგილე                            | [ 51 ] [ 52 ] |
| 7 (I—II)   |                | Георгий Фёдорович Стуруа (1884—1956) груз. გიორგი თევდორეს ძე სტურუა                     | 3 января 1942         | 26 марта 1947 | Коммунистическая партия (большевиков) Грузии | Председатель Президиума Верховного Совета Грузинской Советской Социалистической Республики груз. საქართველოს საბჭოთა სოციალისტური რესპუბლიკის უმაღლესი საბჭოს პრეზიდიუმის თავმჯდომარე                                                  | [ 53 ] [ 54 ] |
| 7 (I—II)   | 26 марта 1947  | Георгий Фёдорович Стуруа (1884—1956) груз. გიორგი თევდორეს ძე სტურუა                     | 26 марта 1948         | | Коммунистическая партия (большевиков) Грузии | Председатель Президиума Верховного Совета Грузинской Советской Социалистической Республики груз. საქართველოს საბჭოთა სოციალისტური რესპუბლიკის უმაღლესი საბჭოს პრეზიდიუმის თავმჯდომარე                                                  | [ 53 ] [ 54 ] |
| 8 (I—II)   |                | Василий Барнабович Гогуа (1908—1967) груз. ვასილ ბარნაბის ძე გოგუა                       | 26 марта 1948         | 20 апреля 1951 | Коммунистическая партия (большевиков) Грузии | Председатель Президиума Верховного Совета Грузинской Советской Социалистической Республики груз. საქართველოს საბჭოთა სოციალისტური რესპუბლიკის უმაღლესი საბჭოს პრეზიდიუმის თავმჯდომარე                                                  | [ 55 ] [ 56 ] |
| 8 (I—II)   | 20 апреля 1951 | Василий Барнабович Гогуа (1908—1967) груз. ვასილ ბარნაბის ძე გოგუა                       | 5 апреля 1952         | | Коммунистическая партия (большевиков) Грузии | Председатель Президиума Верховного Совета Грузинской Советской Социалистической Республики груз. საქართველოს საბჭოთა სოციალისტური რესპუბლიკის უმაღლესი საბჭოს პრეზიდიუმის თავმჯდომარე                                                  | [ 55 ] [ 56 ] |
| 9          |                | Захарий Николаевич Чхубианишвили (1903—1980) груз. ზაქარია ნიკოლოზის ძე ჩხუბიანიშვილი    | 5 апреля 1952         | 15 апреля 1953 | Коммунистическая партия Грузии               | Председатель Президиума Верховного Совета Грузинской Советской Социалистической Республики груз. საქართველოს საბჭოთა სოციალისტური რესპუბლიკის უმაღლესი საბჭოს პრეზიდიუმის თავმჯდომარე                                                  | [ 57 ] [ 58 ] |
| 10         |                | Владимир Гедеванович Цховребашвили (1905—1976) груз. ვლადიმერ გედევანის ძე ცხოვრებაშვილი | 15 апреля 1953        | 29 октября 1953 | Коммунистическая партия Грузии               | Председатель Президиума Верховного Совета Грузинской Советской Социалистической Республики груз. საქართველოს საბჭოთა სოციალისტური რესპუბლიკის უმაღლესი საბჭოს პრეზიდიუმის თავმჯდომარე                                                  | [ 59 ] [ 60 ] |
| 11 (I—II)  |                | Мирон Дмитриевич Чубинидзе (1905—1980) груз. მირონ დიმიტრის ძე ჩუბინიძე                  | 29 октября 1953       | 6 апреля 1955 | Коммунистическая партия Грузии               | Председатель Президиума Верховного Совета Грузинской Советской Социалистической Республики груз. საქართველოს საბჭოთა სოციალისტური რესპუბლიკის უმაღლესი საბჭოს პრეზიდიუმის თავმჯდომარე                                                  | [ 61 ] [ 62 ] |
| 11 (I—II)  | 6 апреля 1955  | Мирон Дмитриевич Чубинидзе (1905—1980) груз. მირონ დიმიტრის ძე ჩუბინიძე                  | 18 апреля 1959        | | Коммунистическая партия Грузии               | Председатель Президиума Верховного Совета Грузинской Советской Социалистической Республики груз. საქართველოს საბჭოთა სოციალისტური რესპუბლიკის უმაღლესი საბჭოს პრეზიდიუმის თავმჯდომარე                                                  | [ 61 ] [ 62 ] |
| 12 (I—V)   |                | Георгий Самсонович Дзоценидзе (1910—1976) груз. გიორგი სამსონის ძე ძოწენიძე              | 18 апреля 1959        | 27 апреля 1963 | Коммунистическая партия Грузии               | Председатель Президиума Верховного Совета Грузинской Советской Социалистической Республики груз. საქართველოს საბჭოთა სოციალისტური რესპუბლიკის უმაღლესი საბჭოს პრეზიდიუმის თავმჯდომარე                                                  | [ 63 ] [ 64 ] |
| 12 (I—V)   | 27 апреля 1963 | Георгий Самсонович Дзоценидзе (1910—1976) груз. გიორგი სამსონის ძე ძოწენიძე              | 12 апреля 1967        | | Коммунистическая партия Грузии               | Председатель Президиума Верховного Совета Грузинской Советской Социалистической Республики груз. საქართველოს საბჭოთა სოციალისტური რესპუბლიკის უმაღლესი საბჭოს პრეზიდიუმის თავმჯდომარე                                                  | [ 63 ] [ 64 ] |
| 12 (I—V)   | 12 апреля 1967 | Георгий Самсонович Дзоценидзе (1910—1976) груз. გიორგი სამსონის ძე ძოწენიძე              | 13 июля 1971          | | Коммунистическая партия Грузии               | Председатель Президиума Верховного Совета Грузинской Советской Социалистической Республики груз. საქართველოს საბჭოთა სოციალისტური რესპუბლიკის უმაღლესი საბჭოს პრეზიდიუმის თავმჯდომარე                                                  | [ 63 ] [ 64 ] |
| 12 (I—V)   | 13 июля 1971   | Георгий Самсонович Дзоценидзе (1910—1976) груз. გიორგი სამსონის ძე ძოწენიძე              | 28 июня 1975          | | Коммунистическая партия Грузии               | Председатель Президиума Верховного Совета Грузинской Советской Социалистической Республики груз. საქართველოს საბჭოთა სოციალისტური რესპუბლიკის უმაღლესი საბჭოს პრეზიდიუმის თავმჯდომარე                                                  | [ 63 ] [ 64 ] |
| 12 (I—V)   | 28 июня 1975   | Георгий Самсонович Дзоценидзе (1910—1976) груз. გიორგი სამსონის ძე ძოწენიძე              | 9 января 1976         | | Коммунистическая партия Грузии               | Председатель Президиума Верховного Совета Грузинской Советской Социалистической Республики груз. საქართველოს საბჭოთა სოციალისტური რესპუბლიკის უმაღლესი საბჭოს პრეზიდიუმის თავმჯდომარე                                                  | [ 63 ] [ 64 ] |
| и. о.      |                | Павел Георгиевич Гилашвили (1918—1994) груз. პავლე გიორგის ძე გილაშვილი                  | 9 января 1976         | 26 января 1976 | Коммунистическая партия Грузии               | Исполняющий обязанности Председателя Президиума Верховного Совета Грузинской Советской Социалистической Республики груз. საქართველოს საბჭოთა სოციალისტური რესპუბლიკის უმაღლესი საბჭოს პრეზიდიუმის თავმჯდომარის მოვალეობის შემსრულებელი | [ 59 ] [ 65 ] |
| 13 (I—III) | 26 января 1976 | Павел Георгиевич Гилашвили (1918—1994) груз. პავლე გიორგის ძე გილაშვილი                  | 28 марта 1980         | Председатель Президиума Верховного Совета Грузинской Советской Социалистической Республики груз. საქართველოს საბჭოთა სოციალისტური რესპუბლიკის უმაღლესი საბჭოს პრეზიდიუმის თავმჯდომარე / საქართველოს საბჭოთა სოციალისტური რესპუბლიკის უზენაესი საბჭოს პრეზიდიუმის თავმჯდომარე | Коммунистическая партия Грузии               | | [ 59 ] [ 65 ] |
| 13 (I—III) | 28 марта 1980  | Павел Георгиевич Гилашвили (1918—1994) груз. პავლე გიორგის ძე გილაშვილი                  | 6 апреля 1985         | Председатель Президиума Верховного Совета Грузинской Советской Социалистической Республики груз. საქართველოს საბჭოთა სოციალისტური რესპუბლიკის უმაღლესი საბჭოს პრეზიდიუმის თავმჯდომარე / საქართველოს საბჭოთა სოციალისტური რესპუბლიკის უზენაესი საბჭოს პრეზიდიუმის თავმჯდომარე | Коммунистическая партия Грузии               | | [ 59 ] [ 65 ] |
| 13 (I—III) | 6 апреля 1985  | Павел Георгиевич Гилашвили (1918—1994) груз. პავლე გიორგის ძე გილაშვილი                  | 29 марта 1989         | Председатель Президиума Верховного Совета Грузинской Советской Социалистической Республики груз. საქართველოს საბჭოთა სოციალისტური რესპუბლიკის უმაღლესი საბჭოს პრეზიდიუმის თავმჯდომარე / საქართველოს საბჭოთა სოციალისტური რესპუბლიკის უზენაესი საბჭოს პრეზიდიუმის თავმჯდომარე | Коммунистическая партия Грузии               | | [ 59 ] [ 65 ] |
| 14         |                | Отар Евтихиевич Черкезия (1933—2004) груз. ოთარ ევტიხი ძე ჩერქეზია                       | 29 марта 1989         | Председатель Президиума Верховного Совета Грузинской Советской Социалистической Республики груз. საქართველოს საბჭოთა სოციალისტური რესპუბლიკის უმაღლესი საბჭოს პრეზიდიუმის თავმჯდომარე / საქართველოს საბჭოთა სოციალისტური რესპუბლიკის უზენაესი საბჭოს პრეზიდიუმის თავმჯდომარე | Коммунистическая партия Грузии               | 17 ноября 1989 | [ 59 ] [ 66 ] |
| 15         |                | Гиви Григорьевич Гумбаридзе (1945—) груз. გივი გრიგოლის ძე გუმბარიძე                     | 17 ноября 1989        | Председатель Президиума Верховного Совета Грузинской Советской Социалистической Республики груз. საქართველოს საბჭოთა სოციალისტური რესპუბლიკის უმაღლესი საბჭოს პრეზიდიუმის თავმჯდომარე / საქართველოს საბჭოთა სოციალისტური რესპუბლიკის უზენაესი საბჭოს პრეზიდიუმის თავმჯდომარე | Коммунистическая партия Грузии               | 14 ноября 1990 | [ 67 ] [ 68 ] |
| 16 (I)     |                | Звиад Константинович Гамсахурдия (1939—1993) груз. ზვიად კონსტანტინეს ძე გამსახურდია     | 14 ноября 1990 (часы) | 14 ноября 1990 (часы) | коалиция «Круглый стол — Свободная Грузия»   | Председатель Верховного Совета Грузинской Советской Социалистической Республики груз. საქართველოს საბჭოთა სოციალისტური რესპუბლიკის უზენაესი საბჭოს თავმჯდომარე                                                                         | [ 69 ] [ 70 ] |
| 16 (I)     | 14 ноября 1990 | Звиад Константинович Гамсахурдия (1939—1993) груз. ზვიად კონსტანტინეს ძე გამსახურდია     | 9 апреля 1991         | Председатель Верховного Совета Республики Грузия груз. საქართველოს რესპუბლიკის უზენაესი საბჭოს თავმჯდომარე | коалиция «Круглый стол — Свободная Грузия»   | | [ 69 ] [ 70 ] |

## Восстановление независимости (с 1991)

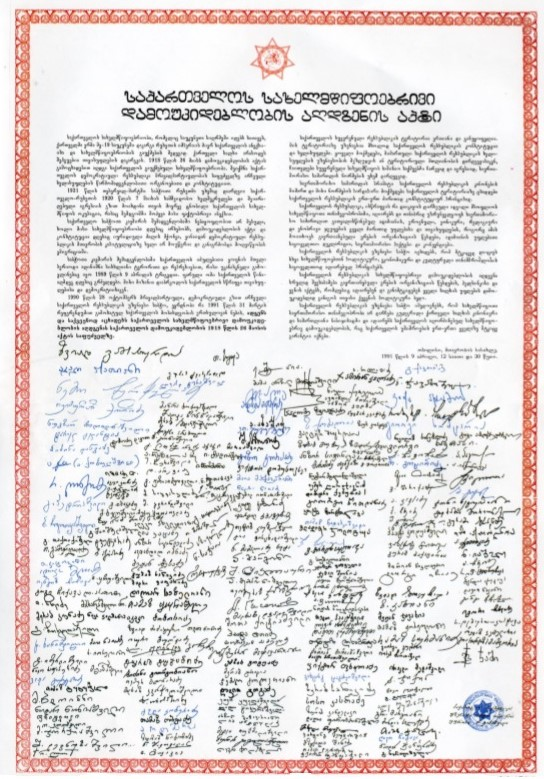
Акт 1991 г. о восстановлении независимости

14 ноября 1990 года Верховный Совет Грузинской ССР объявил о переходном периоде в республике и изменил посредством поправок в советскую конституцию название страны на «Республику Грузия» (груз. საქართველოს რესპუბლიკა). 9 апреля 1991 года на основании результатов проведённого неделей ранее референдума чрезвычайная сессия Верховного совета Республики Грузия приняла «Акт о восстановлении государственной независимости» и избрала 14 апреля Звиада Гамсахурдию президентом. При поддержке Верховного Совета на первых прямых президентских выборах, состоявшихся 26 мая, он получил 87,6 % голосов избирателей, но после издания 19 августа по требованию выступившему в Москве ГКЧП указа о роспуске республиканских военизированных формирований (упразднении Национальной гвардии с переподчинением личного состава МВД, запрете Мхедриони) столкнулся с острой оппозицией. Неподчинение Национальной гвардии, передислоцировавшейся в тбилисский пригород, требования об отставке президента и правительства с самороспуском и перевыборами Верховного Совета, поддержанное к 11 сентября лидерами 25 политических партий, привели к уличным столкновениям и жертвам. 8 октября на чрезвычайной сессии парламентарии приняли резолюцию, расценивающую события как попытку государственного переворота, 20 декабря президент потребовал разоружения гвардейцев под угрозой их ракетной атаки, 22 декабря части Национальной гвардии подняли мятеж и начали бои в столице.
2 января 1992 года оппозиция создала Военный совет Республики Грузия (груз. საქართველოს რესპუბლიკის სამხედრო საბჭო)), который объявил о низложении президента и после его бегства из страны 6 января стал коллективным главой государства. 21 февраля 1992 года Военный совет объявил о восстановлении Конституции 1921 года, однако спустя три дня отменил это решение, признав необходимость публичного обсуждения конституционных основ. 10 марта Военный совет передал полномочия сформированному органу высшей законодательной и исполнительной власти — Государственному совету Республики Грузия (груз. საქართველოს რესპუბლიკის სახელმწიფო საბჭო) под председательством Эдуарда Шеварнадзе и самораспустился. Летом боевые действия между звиадистами и правительственными войсками были прекращены, однако осенью 1993 года возобновились; к декабрю восстание звиадистов было подавлено.
11 октября 1992 года на основании принятого Государственным советом закона были проведены парламентские выборы, на которых одновременно с депутатским корпусом всеобщим голосованием избирался председатель парламента. Безальтернативным кандидатом на этот пост являлся Шеварнадзе, получивший 98 % голосов избирателей. 4 января 1993 года Государственный совет сложил полномочия перед парламентом и самораспустился, а 6 января спикер парламента был объявлен главой государства.
Новая Конституция, основанная на принципах Конституции 1921 года, была принята Парламентом 24 августа 1995 года и вступила в силу 17 октября. Было введено новое название страны — Грузия (груз. საქართველო), установлен пост президента с правом назначения и отрешения министров, вместо поста премьер-министра появилась должность государственного министра (груз. სახელმწიფო მინისტრი), организующего работу кабинета по поручению президента. После победы «Революции роз», приведшей к отставке Э. Шеварнадзе и победе на состоявшихся 4 января 2004 года президентских выборах Михаила Саакашвили, в конституцию 6 февраля была включена глава об институте правительства как самостоятельном органе исполнительной власти, возглавляемом премьер-министром. 15 октября 2010 года парламент принял поправки к конституции, значительно сократившие президентские полномочия в пользу институций премьер-министра и правительства, которые вступили в силу 17 ноября 2013 года с инаугурацией Георгия Маргвелашвили, выигравшего выборы 2013 года.
26 сентября 2017 года парламент Грузии принял конституционные поправки, наряду с иными изменениями устанавливающие выборы президента коллегией выборщиков (окончально утверждены после преодоления президентского вето 13 октября 2018 года и внесения поправок на основании рекомендаций Венецианской комиссии 21 марта 2018 года).
|                | Портрет        | Имя (годы жизни)                                                                      | Полномочия      | Полномочия          | Партия                                     | Выборы | Наименование должности                                                                                             | Пр.             |
| Начало         | Портрет        | Имя (годы жизни)                                                                      | Окончание       |                     | Партия                                     | Выборы | Наименование должности                                                                                             | Пр.             |
| -------------- | -------------- | ------------------------------------------------------------------------------------- | --------------- | ------------------- | ------------------------------------------ | --- | --- | --------------- |
| 16 (I—III)     |                | Звиад Константинович Гамсахурдия (1939—1993) груз. ზვიად კონსტანტინეს ძე გამსახურდია  | 9 апреля 1991   | 14 апреля 1991      | коалиция «Круглый стол — Свободная Грузия» | (1990) | Председатель Верховного Совета Республики Грузия груз. საქართველოს რესპუბლიკის უზენაესი საბჭოს თავმჯდომარე         | [ 69 ] [ 70 ]   |
| 16 (I—III)     | 14 апреля 1991 | Звиад Константинович Гамсахурдия (1939—1993) груз. ზვიად კონსტანტინეს ძე გამსახურდია  | 14 июня 1991    | [ комм. 18 ]        | коалиция «Круглый стол — Свободная Грузия» | Президент Республики Грузия груз. საქართველოს რესპუბლიკის პრეზიდენტი                                                          | | [ 69 ] [ 70 ]   |
| 16 (I—III)     | 14 июня 1991   | Звиад Константинович Гамсахурдия (1939—1993) груз. ზვიად კონსტანტინეს ძე გამსახურდია  | 6 января 1992   | 1991                | коалиция «Круглый стол — Свободная Грузия» | Президент Республики Грузия груз. საქართველოს რესპუბლიკის პრეზიდენტი                                                          | | [ 69 ] [ 70 ]   |
| —              |                | Тенгиз Калистратович Китовани (1938—2023) груз. თენგიზ კალისტრატეს ძე კიტოვანი        | 6 января 1992   | 10 марта 1992       | военный                                    | [ комм. 22 ] | Член Военного совета Республики Грузия груз. საქართველოს რესპუბლიკის სამხედრო საბჭოს წევრი                         | [ 78 ] [ 87 ]   |
| —              |                | Джаба Константинович Иоселиани (1926—2003) груз. ჯაბა ალექსანდრეს ძე იოსელიანი        | 6 января 1992   | 10 марта 1992       | военный                                    | [ комм. 22 ] | Член Военного совета Республики Грузия груз. საქართველოს რესპუბლიკის სამხედრო საბჭოს წევრი                         | [ 88 ] [ 89 ]   |
| —              |                | Эдуард Амвросиевич Шеварднадзе (1928—2014) груз. ედუარდ ამბროსის ძე შევარდნაძე        | 10 марта 1992   | 4 ноября 1992       | беспартийный                               | [ комм. 23 ] | Председатель Государственного совета Республики Грузия груз. საქართველოს რესპუბლიკის სახელმწიფო საბჭოს თავმჯდომარე | [ 90 ] [ 91 ]   |
| —              | 4 ноября 1992  | Эдуард Амвросиевич Шеварднадзе (1928—2014) груз. ედუარდ ამბროსის ძე შევარდნაძე        | 6 ноября 1992   | 1992                | беспартийный                               | Председатель Парламента Республики Грузия груз. საქართველოს პარლამენტის თავმჯდომარე                                           | | [ 90 ] [ 91 ]   |
| 17 (I—III)     | 6 ноября 1992  | Эдуард Амвросиевич Шеварднадзе (1928—2014) груз. ედუარდ ამბროსის ძე შევარდნაძე        | 26 ноября 1995  | [ комм. 24 ]        | беспартийный                               | Председатель Парламента Республики Грузия — глава государства груз. საქართველოს პარლამენტის თავმჯდომარე — სახელმწიფოს მეთაური | | [ 90 ] [ 91 ]   |
|                | 26 ноября 1995 | Эдуард Амвросиевич Шеварднадзе (1928—2014) груз. ედუარდ ამბროსის ძე შევარდნაძე        | 30 апреля 2000  | Союз граждан Грузии | 1995                                       | Президент Грузии груз. საქართველოს პრეზიდენტი                                                                                 | | [ 90 ] [ 91 ]   |
| 30 апреля 2000 | 23 ноября 2003 | Эдуард Амвросиевич Шеварднадзе (1928—2014) груз. ედუარდ ამბროსის ძე შევარდნაძე        | 2000            | Союз граждан Грузии |                                            | Президент Грузии груз. საქართველოს პრეზიდენტი                                                                                 | | [ 90 ] [ 91 ]   |
| и. о.          |                | Нино Анзоровна Бурджанадзе (1963—) груз. ნინო ანზორის ასული ბურჯანაძე                 | 23 ноября 2003  | 25 января 2004      | блок «Бурджанадзе — демократы»             | [ комм. 26 ] | Исполняющий обязанности Президента Грузии груз. საქართველოს პრეზიდენტის მოვალეობის შემსრულებელი                    | [ 92 ] [ 93 ]   |
| 18 (I)         |                | Михаил Николаевич Саакашвили (1967—) груз. მიხეილ ნიკოლოზის ძე სააკაშვილი             | 25 января 2004  | 25 ноября 2007      | Единое национальное движение               | 2004 | Президент Грузии груз. საქართველოს პრეზიდენტი                                                                      | [ 94 ] [ 95 ]   |
| и. о.          |                | Нино Анзоровна Бурджанадзе (1963—) груз. ნინო ანზორის ასული ბურჯანაძე                 | 25 ноября 2007  | 20 января 2008      | Единое национальное движение               | [ комм. 26 ] | Исполняющий обязанности Президента Грузии груз. საქართველოს პრეზიდენტის მოვალეობის შემსრულებელი                    | [ 92 ] [ 93 ]   |
| 18 (II)        |                | Михаил Николаевич Саакашвили (1967—) груз. მიხეილ ნიკოლოზის ძე სააკაშვილი             | 20 января 2008  | 17 ноября 2013      | Единое национальное движение               | 2008 | Президент Грузии груз. საქართველოს პრეზიდენტი                                                                      | [ 94 ] [ 95 ]   |
| 19             |                | Георгий Теймуразович Маргвелашвили (1969—) груз. გიორგი თეიმურაზის ძე მარგველაშვილი   | 17 ноября 2013  | 16 декабря 2018     | Грузинская мечта — Демократическая Грузия  | 2013 | Президент Грузии груз. საქართველოს პრეზიდენტი                                                                      | [ 96 ] [ 97 ]   |
| 20             |                | Саломе Нино Левановна Зурабишвили (1952—) груз. სალომე ნინო ლევანის ასული ზურაბიშვილი | 16 декабря 2018 | 29 декабря 2024     | беспартийная                               | 2018 | Президент Грузии груз. საქართველოს პრეზიდენტი                                                                      | [ 98 ] [ 99 ]   |
| 21             |                | Михаил Гурамович Кавелашвили (1971—) груз. მიხეილ გურამის ძე ყაველაშვილი              | 29 декабря 2024 | действующий         | Сила народа                                | 2024 | Президент Грузии груз. საქართველოს პრეზიდენტი                                                                      | [ 100 ] [ 101 ] |